# Torreya fargesii
Espèce
Synonymes
- Torreya fargesii Franch.[2]
- Tumion fargesii (Franch.) Skeels[2] [3]

Statut de conservation UICN

 VU A2cd : Vulnérable
Torreya fargesii est une espèce de plantes de la famille des Taxaceae.

## Liste des variétés
Selon Catalogue of Life (12 avril 2019) :
- variété Torreya fargesii var. fargesii
- variété Torreya fargesii var. yunnanensis (W. C. Cheng & L.K. Fu) N. Kang

Selon World Checklist of Selected Plant Families (WCSP) (12 avril 2019) :
- variété Torreya fargesii var. fargesii
- variété Torreya fargesii var. yunnanensis (W.C.Cheng & L.K.Fu) N.Kang, Bull. Bot. Res. (1995)

Selon NCBI (12 avril 2019) :
- variété Torreya fargesii var. yunnanensis (W.C.Cheng & L.K.Fu) N.Kang

Selon Tropicos (12 avril 2019) (Attention liste brute contenant possiblement des synonymes) :
- variété Torreya fargesii var. fargesii
- variété Torreya fargesii var. yunnanensis (C.Y. Cheng & L.K. Fu) N. Kang

## Publication originale
- Journal de Botanique (Morot) 13(9): 264–265. 1899.